# سو (اوت-سون)
سو (به فرانسوی: Saulx) یک کمون در دپارتمان اوت-سون در ناحیهٔ بورگونی-فرانش-کنته در شرق فرانسه است.